# Theoderik van Treyden
Theoderik van Treyden (gestorven: 15 juni 1219) was een Duitse cisterciënzermonnik die bisschop van Estland werd en tevens is hij de mede-oprichter van de Orde van de Zwaardbroeders.

## Biografie
Waarschijnlijk was Theoderik afkomstig uit een klooster in Nedersaksen. Hij kwam in het gevolg van Meinhard van Segeberg in 1187 naar Lijfland. Hier begon hij in de omgeving van Turaida (Duits: Treyden) te prediken en zendingswerk te doen. In 1193 ondernam Theoderik een reis naar Rome, waar hij een ontmoeting had met paus Celestinus III. In 1205 werd Theoderik tot abt van Dünamünde benoemd, en in 1211 door Albert van Riga tot bisschop van Estland benoemd. Zeven jaar later ondernam hij een reis naar Denemarken waar hij koning Waldemar II van Denemarken ontmoette. In het gevolg van de koning keerde hij een jaar later terug om de dood te vinden in de Slag bij Lyndanisse.